# 水族文学
水族是中国官方认定的55个少数民族之一。主要分布在贵州省三都水族自治县、荔波、独山、都匀、榕江、从江等县和广西壮族自治区的融安、南丹、环江、河池等县。人口超过40万。水族的本民族语言水语属于壮侗语族侗水语支，与侗语、布依语、壮语、毛难语、仫佬语有亲缘关系。水族先民还发明了被称为水书的象形文字。
水族文学的主要组成部分是民间文学，包括单歌、双歌、诘俄伢、调和民间故事等类型，其中前两类是叙事歌，诘俄伢、调流传于古代，现已消亡。民间故事不太丰富，但民族特色鲜明。

## 远古文学

### 创世神话
水族最早的文学作品是关于开天辟地、日月生成、人类起源的神话，主要有《开天辟地造人烟》、《拱恩点恒》和《恩公开辟地方》等。牙巫是水族远古神话中的女仙，本领威信都极高。在创世古歌“旭济”中，最初是天地相连、昼夜不分的，牙巫使出全身力气试图掰开天地，还朝中间吹了口气，结果随着巨响，左半边变成天，右半边变成地，并铸造铜柱和铁柱来把天撑起。与汉族的盘古神话不同，牙巫不是站在天地间，而是站在天地之外的宇宙里掰开天地的。这个神话当是母系社会的产物。
“拱恩”在水语中是“恩公”的意思，“点恒”是踩拓凡间的意思。牙巫造出的世界本来是一片荒漠，拱恩拄着拐杖用巨大的双脚踩踏凡间。他的脚一抹，便出现了平原；双脚踩动，便出现了山脉；留下的汗水在踩出的凹陷处形成了海洋。后来由于过于辛劳，拱恩的脚步放慢了，但他仍然持续不停的踩着。
牙巫开天辟地后，又创造了日月星辰。满天繁星是她甩手臂洒出的宝物。太阳本来造了十个，但烤的大地寸草不生，于是她送箭于人类，让他们射落了多余的太阳，只留下两个——太阳和月亮。水族神话中，有时将太阳比作女性，而把月亮比作男性。这类神话在南方其他一些少数民族地区也有流传。
关于造人的神话和古歌有神话有《牙仙造人》、《十二个仙蛋》、《人类起源》、《旭济·金昆鸟》、《旭济·造人》等。《牙仙造人》讲牙巫来到世间，剪了许多纸人压在木箱里，到了第七天，牙巫急切的打开了箱子，可是造出来的人都弱不禁风。牙巫只好放出野兽猛禽将他们吃光，又重新造人。神话中反映出原始社会繁衍后代的困难。《十二个仙蛋》讲牙巫因犯天条被贬下凡间，与风神结合，生下十二个仙蛋。蛋中孵出十二种动物，但只有人类最先找到火种，成为天下的主人。《人类起源》、《旭济·造人》则讲述滔天洪水中，两兄妹因有葫芦而幸存，最后成亲重新繁衍出人类。《旭济·金昆鸟》也反映了人类早期与其他动物进行的斗争。
《人龙雷虎争天下》是远古时代末期反映氏族斗争的神话。人、龙、雷、虎本是四兄弟，但因生活资料匮乏而起了争斗。天仙下来调节，让他们去比武。龙摇头摆尾，虎炫耀爪牙，雷显示法术，可最后人刮火石点燃了大火，击败了所有对手，终于成为凡间的主宰。

### 迁徙歌
水族人有许多描写迁徙的歌谣。比如《在西雅，上广东》就反映了水族先民被迫迁往丹州的痛苦心情，为研究水族迁徙史提供了宝贵资料。水族人在祭悼时要念《调布控》，给亡灵列出远祖迁来的路线、好让它回到“故土”也给后人传下家族繁衍生息的历史。即便在水族歌谣已经基本演变成为汉族民歌形式的地区，依然保留着用水语演唱的《调布控》。《请拱陆铎咒》则是用来祭祀水书的始祖拱陆铎，也有相当多的地方反映水族迁徙的艰辛。另有一首《开路歌》唱道：当初开天，道路很窄。牙仙出来，喊把路开宽拓广。王出来承头，他喊我们挖土，他一喊大家双挖，没有二话可讲……当初开路，野外成群虎狼。人们挖路，野兽逃亡。平坦大路好走亲，大家都欢畅。仙人开天衅地，凡人开路造房。”这首歌谣是水族步入定居生活的写照。